# Хоботкові метелики
Хоботкові метелики (Glossata) — підряд метеликів, що включає всіх лускокрилих , які мають хоботок. Хоботок утворений виростами максилл, який у спокійному стані згорнутий. Підряд містить 99% видів усіх сучасних метеликів.